# Минархизм
Минархи́зм (англ. minarchism; от лат. minimus — наименьший + др.-греч. ἄρχη — начало, власть) — модель государства, полномочия которого сокращены до необходимого минимума, ограничивающегося защитой свободы и собственности каждого гражданина или человека, пребывающего на территории государства, от внешних и внутренних агрессоров. Минархизм, наряду с анархо-капитализмом, является одной из ветвей либертарианской политической философии. Также иногда описывается как «Государство — ночной сторож».
Минархизм направлен на стимуляцию процессов отмирания государства в пользу индивидуального суверенитета и развития институтов капитализма, то есть может рассматриваться как промежуточный этап между современным территориальным государством и анархо-капиталистической моделью общества. Другие либертарианцы (например, Роберт Нозик) последовательно опровергают и отрицают возможность функционирования анархо-капиталистического общества, обосновывая минимальное государство как единственно возможную форму устройства свободного общества.
Минархическая модель государства обосновывается с точки зрения либертарианства тем, что государство, ограниченное лишь функцией защиты граждан от агрессоров и существующее на добровольном финансировании, не нарушает центрального либертарианского постулата — принципа неагрессии, тогда как любые другие государственные формы общества противоречат либертарианству.
Термин введён Сэмюэлем Конкином в 1970—1971 годах и изначально имел негативную окраску.

## Государство — ночной сторож
В либертарианской политической философии минимальное государство — это «ночной сторож», единственными функциями которого являются обеспечение своих граждан армией, полицией и судами, таким образом защищая их от агрессии, кражи, нарушений контрактов и мошенничества. Великобритания XIX века была описана историком Чарльзом Таунсендом как знаменосец этой формы правления среди западных стран.
Сам термин «ночной сторож» (нем. Nachtwächterstaat) применительно к государству был введён немецким социалистом Фердинандом Лассалем в речи 1862 года в Берлине. Он критиковал буржуазно-либеральное государство с ограниченным правительством, сравнивая его с ночным сторожем, единственной обязанностью которого было предотвращение воровства. Фраза быстро прижилась как описание капиталистического правительства, даже когда либерализм начал обозначать более вовлеченное государство или государство с большей сферой ответственности в экономике. Людвиг фон Мизес позже высказал мнение, что попытки Лассаля представить ограниченную ответственность государства абсурдной, в свою очередь, не менее абсурдны, чем существование государств, которые занимались в том числе «приготовлением квашеной капусты, изготовлением пуговиц для брюк или изданием газет».

## Обоснования минимального государства
Некоторые из либертарианцев утверждают, что анархизм нецелесообразен, потому что его недостаточно для обеспечения соблюдения принципа ненападения, потому что исполнение законов в условиях анархизма открыто для конкуренции. Другое распространенное оправдание заключается в том, что частные оборонные и судебные фирмы склонны представлять интересы тех, кто им платит достаточно много.
Некоторые либертарианцы утверждают, что государство неизбежно, таким образом полагая, что анархия бесполезна. Роберт Нозик, который обнародовал идею минимального государства в книге «Анархия, Государство и Утопия», утверждал, что государство ночной сторож учитывает любую политическую систему, которая уважает основные индивидуальные права, и, тем самым, морально оправдывает существование государства.

## Отличия от классического либерализма
Либертарианство с минархизмом и классический либерализм — родственные политические течения, имеющие одну и ту же цель: установление общества, строящегося на принципах свободного рынка и максимально возможного невмешательства государства в жизни людей. Различие в том, что классические либералы воспринимают государство как гарант естественных или утилитарно проистекающих прав и свобод граждан, а не как компромисс и необходимое зло, то есть могут выступать за те полномочия государства, которые они видят утилитарно необходимыми или этически оправданными. Кроме позиции по полномочиям государственной власти зачастую у минархистов и классических либералов (в особенности утилитарной направленности) также отличаются воззрения на генезис права, демократию, судебную и правоохранительную систему.
Классические либералы выступают за контроль армии, судебной системы, сбор налогов, естественно, малого уровня (в свою очередь некоторые минархисты выступают за добровольные налоги или замену налогов альтернативными пожертвованиями частным компаниям той же отрасли). Некоторые из классических либералов также за интеллектуальную собственность, наличие центрального банка и государственное лицензирование продукции, а в очень редких случаях поддерживающие эту идеологию выступают и за государственное образование.
Классический либерализм исходит из концепции неотчуждаемых естественных прав или утилитарно обосновывает их существование. С позиции либералов и либеральной логики государство является общественным договором, гарантирующим и помогающим людям блюсти и осуществлять их права, а также (более поздние вариации либерализма уже после второй половины 19-го века) нести либеральную идеологию по всему миру, ведь с точки зрения либералов все люди (вне зависимости от их расы, гражданства, национальности или религии) наделены равными правами, а задача государства состоит в том, чтобы защищать и обеспечивать соблюдение этих прав.
Минархизм же рассматривает государство как компромисс. Поэтому либертарианцы продолжают отрицательно относиться к государству, даже к Ночному Сторожу. У минархизма нет своей повестки касательно внешней политики кроме принципа о том, что любая деятельность государства в этом отношении может быть направлена только лишь на защиту своих граждан от внешних угроз, и никакое идеологическое основание не может оправдать растрату денег налогоплательщиков на что-то, выходящее за пределы полномочий государства-Ночного Сторожа.
Вопросы, проистекающие как из общего развития экономической науки, так и из общего развития человечества, приводят к глубинным различиям между классическим либерализмом и либертарианством. Строго говоря, классический либерализм соответствует даже современным лейбористам, которые в своих высказываниях поддерживают «помощь государства тем, кто этого заслуживает».
Наиболее известными сторонниками минархизма являются Бенжамен Констан, Герберт Спенсер, Леонард Рид, Людвиг фон Мизес, Фридрих фон Хайек, Джеймс М. Бьюкенен, Милтон Фридман, Роберт Нозик.